# Simone de Beauvoir
Simone Lucie Ernestine Marie Bertrand de Beauvoir (UK: /də ˈboʊvwɑːr/, US: /də boʊˈvwɑːr/; tiếng Pháp: [simɔn də bovwaʁ] ⓘ; 9 tháng 1 năm 1908 – 14 tháng 4 năm 1986) là một triết gia hiện sinh, nhà văn, nhà lý thuyết xã hội, và nhà hoạt động nữ quyền người Pháp. Mặc dù không coi bản thân là một triết gia, bà đã có ảnh hưởng lớn tới chủ nghĩa nữ quyền hiện sinh và lý thuyết nữ quyền.
Beauvoir sở hữu nhiều tác phẩm viết về đề tài triết học, chính trị, và vấn đề xã hội. Bà được biết đến nhiều nhất với "tác phẩm tiên phong trong triết học nữ quyền", Giới tính hạng hai (1949), một bản phân tích chi tiết về sự áp bức đối với nữ giới và một bản chính luận nền tảng về chủ nghĩa nữ quyền đương đại.
Trong số các tác phẩm của mình, các cuốn hồi ký của bà là những đóng góp bền vững nhất cho nền văn học, đặc biệt là cuốn hồi ký đầu tiên, Mémoires d'une jeune fille rangée (1958). Các thành tựu nổi bật trong sự nghiệp văn học của bà gồm có Giải Goncourt năm 1954, Giải Jerusalem năm 1975, và Giải quốc gia Áo cho Văn học châu Âu. Bà cũng được đề cử cho Giải Nobel Văn học vào năm 1961, 1969 và 1973. Tuy nhiên, Beauvoir đã từng gây tranh cãi khi bà mất công việc giảng dạy do bị cáo buộc lạm dụng tình dục học sinh của mình.

## Tiểu sử

### Thời thơ ấu và niên thiếu
Simone Lucie Ernestine Marie Bertrand de Beauvoir là con gái của Georges Bertrand de Beauvoir, khi đó là một luật sư, diễn viên nghiệp dư và Françoise Brasseur, một phụ nữ trẻ thuộc giai cấp tư sản Verdun.

#### Thời thơ ấu
Bà sinh ra ở Paris trong một căn hộ sang trọng ở số 103, đại lộ Montparnasse và vào học tại Cours Desir từ khi mới 5 tuổi (nơi bà theo học cho đến khi có bằng tú tài). Đây là nơi giáo dục con gái của các “gia đình tốt". Em gái của bà, Hélène (được biết đến với cái tên Poupette), cũng đã đến đó với bà hai năm sau. Ngay từ khi còn rất trẻ, Simone de Beauvoir đã nổi bật nhờ khả năng trí tuệ và đứng thứ nhất hàng năm với Élisabeth Lacoin (được biết đến với cái tên Élisabeth Mabille hay "Zaza" trong cuốn tự truyện của bà), con gái của kỹ sư Maurice Lacoin. Zaza nhanh chóng trở thành bạn thân nhất của Beauvoir.

Thời thơ ấu, Simone de Beauvoir thường trải qua kỳ nghỉ hè ở Corrèze, Saint-Ybard, trong công viên Meyrignac. Ông nội của bà là Ernest Bertrand de Beauvoir đã lập ra công viên này khoảng năm 1880, tài sản do ông cố Narcisse Bertrand de Beauvoir của bà mua vào đầu thế kỷ XIX. Chúng ta có thể tìm thấy nhiều gợi ý về khoảng thời gian hạnh phúc của bà bên em gái Hélène nơi đây trong Hồi ký của một cô gái trẻ ngăn nắp (Mémoires d'une jeune fille rangée):
Tình yêu của tôi với đồng quê mang màu sắc huyền bí. Ngay khi đến Meyrignac, những bức tường sụp đổ, đường chân trời lùi xa. Tôi lạc vào cõi vô tận mà vẫn là chính mình. Tôi cảm thấy trên mí mắt mình hơi ấm của mặt trời chiếu sáng cho mọi người, và ở đây, trong giây phút này, chỉ vuốt ve mình tôi. Gió xoáy quanh những cây dương: nó đến từ nơi khác, nó làm rung chuyển không gian, và tôi quay cuồng, bất động, đến tận cùng trái đất. Khi mặt trăng mọc trên bầu trời, tôi kết nối với những thành phố xa xôi, những sa mạc, những biển cả, những ngôi làng đang cùng lúc được tắm trong ánh sáng của nó. Tôi không còn là một ý thức trống rỗng, một cái nhìn trừu tượng mà là mùi giông bão của lúa mì đen, mùi thạch thảo thân mật, cái nóng oi bức của buổi trưa hay cái lạnh của chạng vạng; Tôi nặng trĩu nhưng tôi đã tan biến vào trong xanh, tôi không còn những giới hạn nữa.

Chính nhờ sự tiếp xúc với thiên nhiên và trong những chuyến đi bộ dài đơn độc ở vùng nông thôn mà khao khát về một cuộc sống "không giống bình thường" được nung nấu trong bà.
Sau thế chiến thứ nhất, ông ngoại của bà, Gustave Brasseur, cựu chủ tịch Ngân hàng Meuse bị phá sản, khiến cả gia đình bà rơi vào cảnh tủi nhục và bất mãn. Do đó, cha mẹ của Simone de Beauvoir buộc phải rời căn hộ trên đại lộ Montparnasse (cạnh nhà hàng La Rotonde hiện tại) để đến một căn hộ tối tăm, chật chội trên tầng năm không thang máy của một tòa nhà trên đường de Rennes. Simone đau khổ khi chứng kiến mối quan hệ giữa cha và mẹ của bà ngày càng xấu đi.

Điều này sẽ để lại dấu ấn trong phần còn lại của tuổi thơ bà. Trong môi trường của bà thời kỳ đó, việc một cô gái trẻ theo đuổi việc học lên cao là điều không phù hợp. Tuy vậy, cha bà, vốn là một người đam mê sân khấu và kịch nghệ, cho rằng "nghề nghiệp đẹp đẽ nhất là nghề văn", tin chắc rằng các con gái của ông sẽ phải thoát ra được hoàn cảnh của gia đình:
Khi ông tuyên bố: "Các con, các con gái của bố, các con sẽ không lấy chồng, mà sẽ phải làm việc." có sự cay đắng trong giọng nói của ông. Tôi đã tưởng rằng ông thương hại chúng tôi, nhưng không, trong tương lai đầy khó khăn của chúng tôi, ông đã nói đến sự thất bại của chính mình.

Ông vừa tiếc rằng bà không phải đàn ông, vì như thế thì bà có thể vào trường Bách khoa Paris, vừa tiếc rằng bà không đủ nữ tính. Ông nhắc bà: "Con có bộ não của một người đàn ông."

#### Giải phóng từng bước
Được nuôi dưỡng bởi một người mẹ rất ngoan đạo, sau đó trở thành một tín đồ xuất chúng và thần bí trong vài năm, Simone de Beauvoir dần mất đức tin [Công giáo .ND] ở tuổi mười bốn, trước khi rời khỏi trường Desir. Sau đó, bà bắt đầu giải phóng bản thân về mặt trí tuệ khỏi gia đình mà không thể chấp nhận được điều đó ngay lập tức.
Ở tuổi mười lăm, sự lựa chọn đã được đưa ra: bà sẽ trở thành một nhà văn nổi tiếng. Sau khi lấy bằng tú tài năm 1925, mặc dù bị thu hút bởi triết học,  bà hướng tới bằng đại học cổ điển (licence classique), vâng lời cha mẹ, những người đã bị các giáo viên ở trường cũ của bà cảnh báo: "chỉ cần một năm ở Sorbonne, tôi sẽ mất đức tin và đạo đức của mình. Mẹ lo […], tôi đã đồng ý hy sinh triết học cho văn." Bà bắt đầu chương trình giáo dục bậc cao (études supérieures) về toán tại Viện Công giáo Paris và về văn tại Viện Sainte-Marie de Neuilly.
Giáo viên văn học Pháp của bà, Robert Garric, một người công giáo nhiệt thành nhưng trên hết là một người theo chủ nghĩa xã hội và nhân văn rất tận tâm, đã gây ấn tượng mạnh với bà. Ông lãnh đạo một phong trào, nhóm Équipes sociales, với mục đích truyền bá văn hóa vào các tầng lớp bình dân. Nhờ có anh họ Jacques, người mà bà thầm yêu và cũng là một trong những đồng đội của Garric, tri thức văn học của bà đã được mở rộng. "Tôi tìm thấy trên bàn anh ấy khoảng mười cuốn sách in màu tươi của kẹo chua: Monterlant màu xanh quả hồ trăn, Cocteau màu đỏ mâm xôi, Barrès màu vàng chanh, Claudel, Valéry màu trắng như tuyết được tăng cường màu đỏ tươi. Qua trang giấy trong suốt, tôi đọc đi đọc lại những tựa đề của chúng: Potomak, Thức ăn trần thế (Les Nourritures terrestres), Lời thông báo gửi đến Đức Maria (L'Annonce faite à Marie), Thiên đường dưới bóng kiếm (Le Paradis à l'ombre des épées), Máu của lạc thú và cái chết (Du sang de la volupté et de la mort). Nhiều cuốn sách đã từng qua tay tôi nhưng đây không phải là loại thông thường: Tôi đã mong chờ những hiển lộ phi thường từ chúng […]. Đột nhiên, những con người bằng xương bằng thịt nói chuyện với tôi, từ miệng tới tai, về họ và về tôi; họ bày tỏ những khát vọng, những nổi loạn mà tôi đã không biết cách để tự nói ra, nhưng tôi đã nhận ra. Tôi lang thang trong thư viện Sainte-Geneviève: Tôi đọc Gide, Claudel, Jammes, đầu tôi như lửa đốt, thái dương đập thình thịch, nghẹt thở vì cảm xúc." 
Trong năm học đầu tiên ở đại học Paris, bà nhận được chứng chỉ về toán học tổng quát, văn học và tiếng latin.
Năm sau đó, bà theo học các khóa học về triết học và nhận được chứng chỉ về triết học tổng quát. Bà cuối cùng cũng nhận được bằng đại học về văn chuyên ngành triết học (licence ès lettres mention philosophie) vào mùa xuân năm 1928, sau khi nhận các chứng chỉ về đạo đức và tâm lý học,  và sau đó bắt đầu viết luận văn về Leibniz để lấy bằng giáo dục bậc cao (le diplôme d'études supérieures).
Ở khoa văn đại học Paris, bà gặp những trí thức trẻ khác, trong đó có Jean-Paul Sartre, người bà coi là thiên tài. Kể từ thời điểm này, giữa họ đã hình thành mối quan hệ mà sau này sẽ trở thành huyền thoại, trong một thời gian dài được coi là tự do và bình đẳng. Đó là "tình yêu thiết yếu" (amour nécessaire) của bà, trong tương quan với "những tình yêu ngẫu nhiên" (amours contingentes), mà mỗi người sẽ nhận ra. Simone de Beauvoir đứng vị trí thứ hai trong kì thi lấy bằng sư phạm triết học (agrégation de philosophie) [của Pháp .ND] năm 1929, đứng ngay sau Jean-Paul Sartre.
Cái chết của người bạn từ thời niên thiếu Zaza vài tháng sau đó đã khiến bà vô cùng đau buồn. Nó chắc chắn đánh dấu sự kết thúc chương này của cuộc đời bà.

### Giáo viên

#### Sự khởi đầu của Hải ly (Castor)
Sau khi lấy được bằng sư phạm năm 1929, Simone de Beauvoir trở thành giảng viên triết học. Herbaud (tức René Maheu, biệt danh xuất hiện trong Hồi ức một cô gái trẻ ngăn nắp) đã đặt biệt danh cho bà là Castor vì “Beauvoir" đọc gần giống với beaver trong tiếng Anh (có nghĩa là hải ly - castor)), và cũng giống như hải ly, "Castor đi theo đàn và có tinh thần xây dựng." Sau này, Sartre có sử dụng lại biệt danh này, ông đã xuất bản Thư gửi Hải ly (Lettres au Castor) trong tuyển tập Blanche của nhà xuất bản Gallimard, một tuyển tập các bức thư mà ông viết cho "hải ly quyến rũ" của mình.
Từ năm 1929 đến năm 1931, bà là trợ giảng và giảng dạy tại trường trung học phổ thông Victor-Duruy (Paris). Cuộc sống nơi đây với bà như là một sự giải phóng: "Bây giờ tôi đã ở đây, trên bục giảng, tôi là người giảng bài. Và dường như không có gì trên thế giới này là nằm ngoài tầm với nữa. Sau đó, bà được được bổ nhiệm tới dạy ở Marseille, tại trường trung học phổ thông Montgrand. Viễn cảnh phải rời bỏ Sartre, người được bổ nhiệm vào Le Havre vào tháng 3 năm 1931, khiến bà đau khổ. Sartre đã cầu hôn bà để hai người có thể có được vị trí trong cùng một trường trung học. Mặc dù rất gắn bó với Sartre, nhưng bà vẫn từ chối lời cầu hôn: "Tôi phải nói rằng, bà viết trong Sức mạnh của tuổi tác (The Force of Age), không có một giây phút nào tôi bị gợi ý này của ông cám dỗ. Hôn nhân gia tăng gấp đôi nghĩa vụ gia đình và mọi công việc xã hội khác. Thay đổi mối quan hệ của chúng tôi với nhau có thể hủy hoại hoàn toàn những gì đã có. Tuy nhiên, bà nói thêm, nỗi lo về việc bảo vệ sự độc lập của chính mình cũng không nặng nề quá; với tôi, tìm kiếm trong sự thiếu vắng một sự tự do mà tôi chỉ có thể chân thành tìm thấy trong đầu óc và trái tim mình là điều có vẻ giả tạo." (il m'eût paru artificiel de chercher dans l'absence une liberté que je ne pouvais sincèrement retrouver que dans ma tête et mon cœur). Năm sau đó, bà đến gần hơn với Sartre sau khi có được vị trí tại trường trung học phổ thông Jeanne-d'Arc ở Rouen. Ở đây, bà gặp Colette Audry, một giáo viên ở cùng trường trung học.
Bà có quan hệ yêu đương với một số học sinh nữ tuổi vị thành niên của mình. Nhưng cho tới tận khi qua đời, bà vẫn phủ nhận hoàn toàn việc mình là người song tính - một chủ đề gây tranh cãi giữa những người mới nhất viết tiểu sử về bà - "hiệp ước" giữa bà với Sartre cho phép bà biết tới "những tình yêu ngẫu nhiên". Bà giới thiệu những học sinh này cho Sartre, người đã thực hiện cùng bà, một "hợp đồng đồi trụy" (contrat pervers), theo mô tả của Marie-Jo Bonnet, tạo nên những mối tình ba người, thậm chí bốn người. Bà còn kết bạn với một học trò của Sartre "Bost bé nhỏ" (le petit Bost) chồng tương lai của Olga, người mà Sartre đã nảy sinh niềm đam mê (không có đi có lại). Tình bạn của nhóm bạn có biệt danh “gia đình nhỏ", hay "các đồng chí nhỏ" này vẫn kiên định cho đến khi mỗi người trong số họ qua đời, bất chấp những cuộc cãi vã nhỏ và cả những xung đột nghiêm trọng.
Vào năm giảng dạy ở Marseille, bà phát hiện ra niềm đam mê đi bộ đường dài. Trong những năm sau đó, bà tiếp tục đi bộ trên những con đường của Pháp, thường là một mình, mỗi khi có cơ hội. Cùng với Sartre, bà du lịch nhiều nơi ở châu Âu theo cách rất tiết kiệm, cách cho phép họ, hầu như vào mỗi mùa hè, đến thăm một đất nước mới: họ tới Tây Ban Nha, Ý, Hy Lạp, Đức và Maroc. Bên cạnh đó, ngay cả trước khi cả hai đều được chuyển đến Paris, đời sống xã hội của họ vẫn mang đậm chất Paris. Đây là nơi họ thường xuyên gặp gỡ, cùng nhau hoặc cùng bạn bè, đến rạp hát, miệt mài theo dõi tin tức văn học, điện ảnh.

#### Sau năm 1936

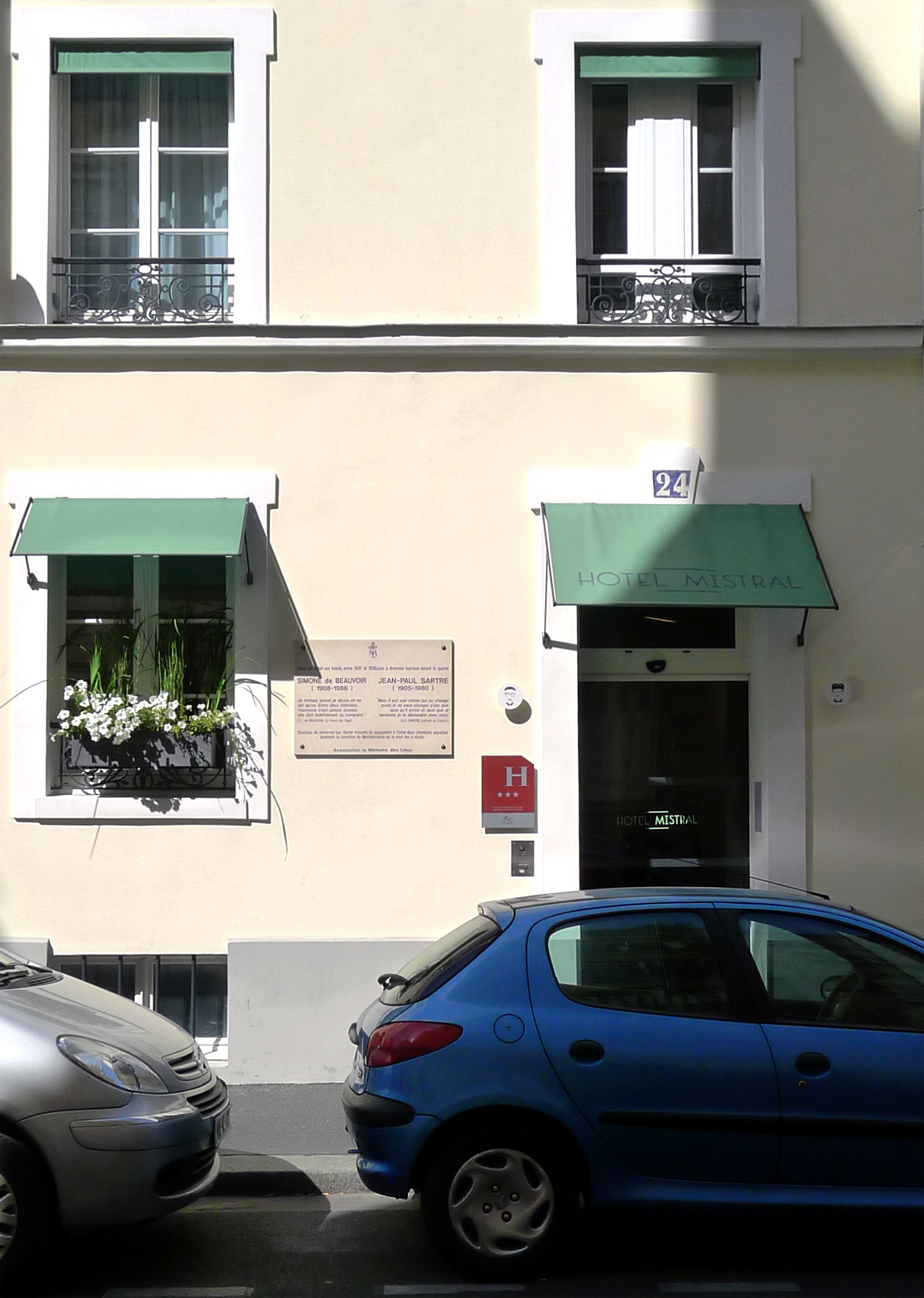
Số 24 đường Cels, nơi Simone de Beauvoir ở nhiều lần trong thời kì chiến tranh.

Năm 1936, cuối cùng thì bà cũng nhận được một vị trí ở Paris. Bà giảng dạy tại trường trung học phổ thông Molière từ năm 1936 đến năm 1939. Bà bị đình chỉ sau mối tình với Bianca Bienenfeld, một trong những học sinh mười sáu tuổi, con gái của một người Do Thái Ba Lan tị nạn ở Pháp cùng hai cô con gái và người mẹ đang bị bệnh nặng.
Cuốn tiểu thuyết đầu tiên của bà, Primauté du Spiritual, viết từ năm 1935 đến năm 1937, đã bị Gallimard và Grasset từ chối (nó sẽ xuất hiện muộn hơn nhiều vào năm 1979 với tựa đề Quand prime le spirituel và sau đó là Anne ou quand prime le spirituel).
Cuốn tiểu thuyết thứ hai, L'Invitée được Gaston Gallimard xuất bản năm 1943, ngay trong thời kỳ Paris bị chiếm đóng. Thông qua các nhân vật tưởng tượng, bà mô tả mối quan hệ giữa Jean-Paul Sartre, Xaviere và chính bà, trong khi bộc lộ suy tư triết học liên quan đến cuộc đấu tranh giữa lương tâm và những khả thể của sự có đi có lại. Xaviere này là một cô gái trẻ người Ba Lan khác, Olga Kosakiewicz, người mà Simone de Beauvoir đã quyến rũ trước Bianca Bienenfeld và chuyển cho Jean-Paul Sartre.
Simone de Beauvoir lại bị đình chỉ vào ngày 17 tháng 6 năm 1943 sau một đơn khiếu nại về việc "xúi giục trẻ vị thành niên ăn chơi trác táng" do mẹ của một học sinh khác của bà, Nathalie Sorokine (1921-1967), đệ trình vào tháng 12 năm 1941. Khiếu nại bị bác bỏ (non-location), nhưng bà đã bị loại bỏ dứt khoát khỏi Giáo dục quốc gia.
Sự không chắc chắn về lý do thực sự khiến bà bị sa thải đã gây ra tranh cãi cho đến khi một trong những nạn nhân trước đây của bà,  Bianca Lamblin, xuất bản cuốn sách Hồi ức của một cô gái trẻ bị quấy rầy (Mémoires d'une jeune fille dérangée) năm 1993. Đây là lời đáp trả cho cuốn sách xuất bản năm 1990, Thư gửi Hải ly và những người khác (Lettres au Castor et à quelques autres), của Jean-Paul Sartre, nơi Lamblin được gọi với biệt danh Louise Védrine. Bà tiết lộ cho công chúng việc bà đã bị Simone de Beauvoir và Jean-Paul Sartre quấy rối như thế nào khi mới mười sáu tuổi và viết: "Tôi đã phát hiện ra rằng Simone de Beauvoir đã lấy ra từ lớp học các cô gái trẻ của mình những miếng thịt tươi mà bà nếm thử trước khi đưa cho người khác, hay nói một cách thô thiển hơn là, vứt xuống cho Sartre." ("’ai découvert que Simone de Beauvoir puisait dans ses classes de jeunes filles une chair fraîche à laquelle elle goûtait avant de la refiler, ou faut-il dire plus grossièrement encore, de la rabattre sur Sartre. ")
Trong hồi ký của mình, Simone de Beauvoir mô tả mối quan hệ bạn bè giản dị với cô sinh viên này [Nathalie Sorokine .ND]. Bà viết thêm rằng lời buộc tội về hành vi dâm ô trẻ vị thành niên là do bà mẹ của cô sinh viên trả thù sau khi Simone de Beauvoir đã từ chối sử dụng ảnh hưởng của mình với con gái bà để thuyết phục cô đồng ý kết hôn với "một bên có lợi". Tuy nhiên, ngày nay bản chất xác thịt của mối quan hệ giữa bà với Nathalie Sorokine là không còn nghi ngờ gì nữa.
Năm 1943, bà làm việc cho đài Radio Vichy, nơi bà tổ chức các chương trình âm nhạc qua các thời đại. Bà chuyển đến sống với Jean-Paul Sartre tại Hôtel La Louisiana, ở Saint Germain des Prés năm 1943 nhưng có phòng riêng, bà viết “Chưa bao giờ có nơi trú ẩn nào gần với ước mơ của tôi đến thế; Tôi dự định ở đó cho đến hết đời".
Simone de Beauvoir được phục hồi chức vụ trong Giáo dục quốc gia vào Thời kỳ giải phóng (Libération) [của Pháp sau thế chiến II .ND], theo sắc lệnh 30 tháng 7 năm 1945, nhưng bà sẽ không bao giờ giảng dạy nữa.

### Người phụ nữ dấn thân cho nghiệp viết

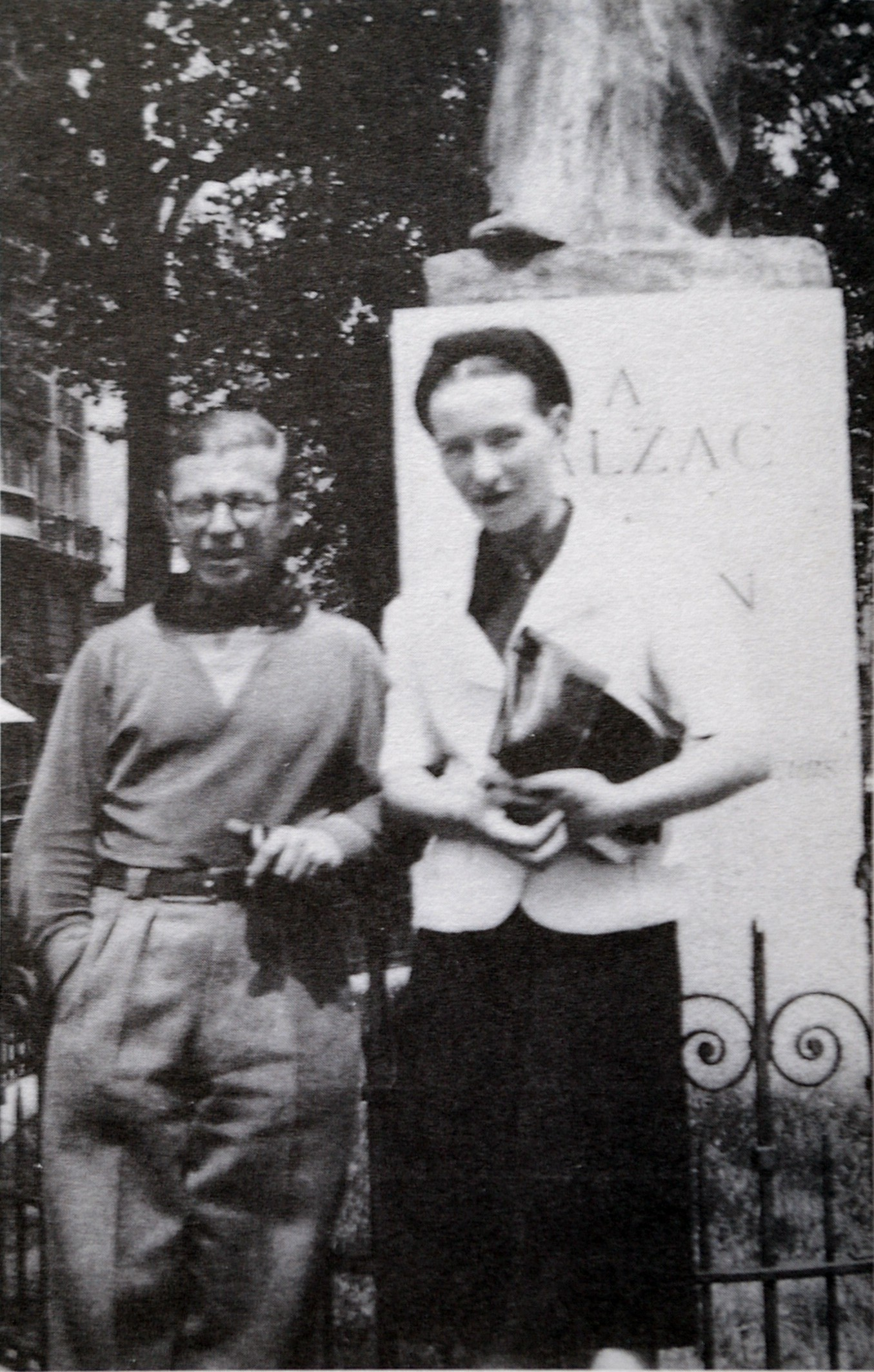
Simone de Beauvoir và Jean-Paul Sartre trước bức tượng Balzac ở Paris.

Cùng với Jean-Paul Sartre, Raymond Aron, Michel Leiris, Maurice Merleau-Ponty, Boris Vian và một số trí thức cánh tả khác, bà đã thành lập tạp chí: Thời hiện đại (Les temps modernes). Mục tiêu của tạp chí là thông qua văn học đương đại phổ biến rộng rãi chủ nghĩa hiện sinh. Nhưng bà cũng vẫn tiếp tục các công trình cá nhân của mình. Sau nhiều tiểu thuyết và tiểu luận nơi bà viết về sự cam kết của mình với chủ nghĩa cộng sản, chủ nghĩa vô thần và chủ nghĩa hiện sinh, bà có được sự độc lập về tài chính và đã có thể dành toàn thời gian cho nghiệp viết. Bà đến nhiều nước (Hoa Kỳ Trung Quốc, Nga, Cuba, v.v.) nơi bà gặp những gương mặt cộng sản khác như Fidel Castro, Che Guevara, Mao Trạch Đông, Richard Wright.
Beauvoir gặp nhà văn người Mỹ Nelson Algren ở Chicago năm 1947, khi bà đang đi du lịch khắp nước Mỹ trong bốn tháng bằng nhiều phương tiện khác nhau: ô tô, xe lửa và Greyhound. Tại Mỹ, bà bắt đầu mối quan hệ nồng nàn với nhà văn người Mỹ này. Mối quan hệ kéo dài hơn 15 năm và bà đã gửi cho ông hơn 300 lá thư. Bà đã lưu giữ một cuốn nhật ký chi tiết về chuyến đi, được xuất bản ở Pháp vào năm 1948 với tên gọi Từng ngày ở Mỹ (L'Amérique au jour le jour). Một số nhà hoạt động vì nữ quyền đã phản đối việc công bố thư của bà với Algren năm 1997. Họ không thấy trong đó người phụ nữ tự do vốn vẫn được coi là biểu tượng của mình mà là một Simone de Beauvoir, người "thiên kiến về sự song tính của mình, xây dựng theo nghĩa đen, cùng với Sartre, một cặp đôi huyền bí, hay đúng hơn là một sự giả dối, gian lận bằng cách xây dựng với sự thiếu sót một hình ảnh về bà không phù hợp với sự thật trong tác phẩm mang ý nghĩa tưởng niệm này." ("biaisé sur sa bisexualité, construit littérairement avec Sartre un couple mythique, ou plutôt une mystification, triché en construisant par omission dans son œuvre mémoriale une image d'elle non conforme à la vérité").
Năm 1949, bà khẳng định được bản thân qua việc xuất bản cuốn sách Giới tính hạng hai. Cuốn sách bán được 22 000 bản ngay trong tuần đầu tiên. Đã có những bài báo mâu thuẫn nhau của Armand Hoog (chống) và Francine Bloch (ủng hộ) [về nó .ND] trên tạp chí La Nef. Cuốn sách gây ra một xì căng đan lớn đến mức mà Vatican đã đưa nó vào danh mục sách cấm [của nhà thờ Công giáo .ND] (Index Librorum Prohibitorum). François Mauriac viết thư cho tờ Thời hiện đại: "bây giờ thì tôi đã biết mọi thứ về âm đạo của sếp các cô". Cuốn sách được dịch sang nhiều thứ tiếng và đã bán được một triệu bản ở Hoa Kỳ. Nó đã nuôi dưỡng sự phản tư nơi các nhà lý luận chính của Phong trào giải phóng phụ nữ (Women's liberation movement) [thập kỷ 60-80 .ND]. Beauvoir trở thành nhân vật hàng đầu của chủ nghĩa nữ quyền khi mô tả về xã hội, nơi đã luôn đặt phụ nữ vào vị trí thấp kém. Trong khi đoạn tuyệt hoàn toàn với chủ nghĩa hiện sinh, phân tích của bà về hoàn cảnh của nữ giới thông qua các huyền thoại, các nền văn minh, các tôn giáo, sự giải phẫu và các truyền thống đã gây ra xì căng đan, đặc biệt là trong chương sách nơi bà nói về tình mẫu tử và phá thai, thứ bị coi là giết người vào thời điểm đó. Về hôn nhân, bà coi đó là một thể chế tư sản đáng ghê tởm như mại dâm khi mà người phụ nữ bị chồng thống trị và không thể trốn thoát khỏi nó. Theo Stephen Law, Beauvoir cho rằng mối quan hệ giữa giới tính sinh học và cấu trúc giới tính của xã hội đã bị phụ nữ cố tình nhầm lẫn. Sự nhầm lẫn này phục vụ tốt cho xã hội do nam giới thống trị (năm 1950) khiến phụ nữ khó thoát khỏi sự tất định như vậy. Những khuôn mẫu xã hội này khiến phụ nữ xa rời khát vọng của mình.

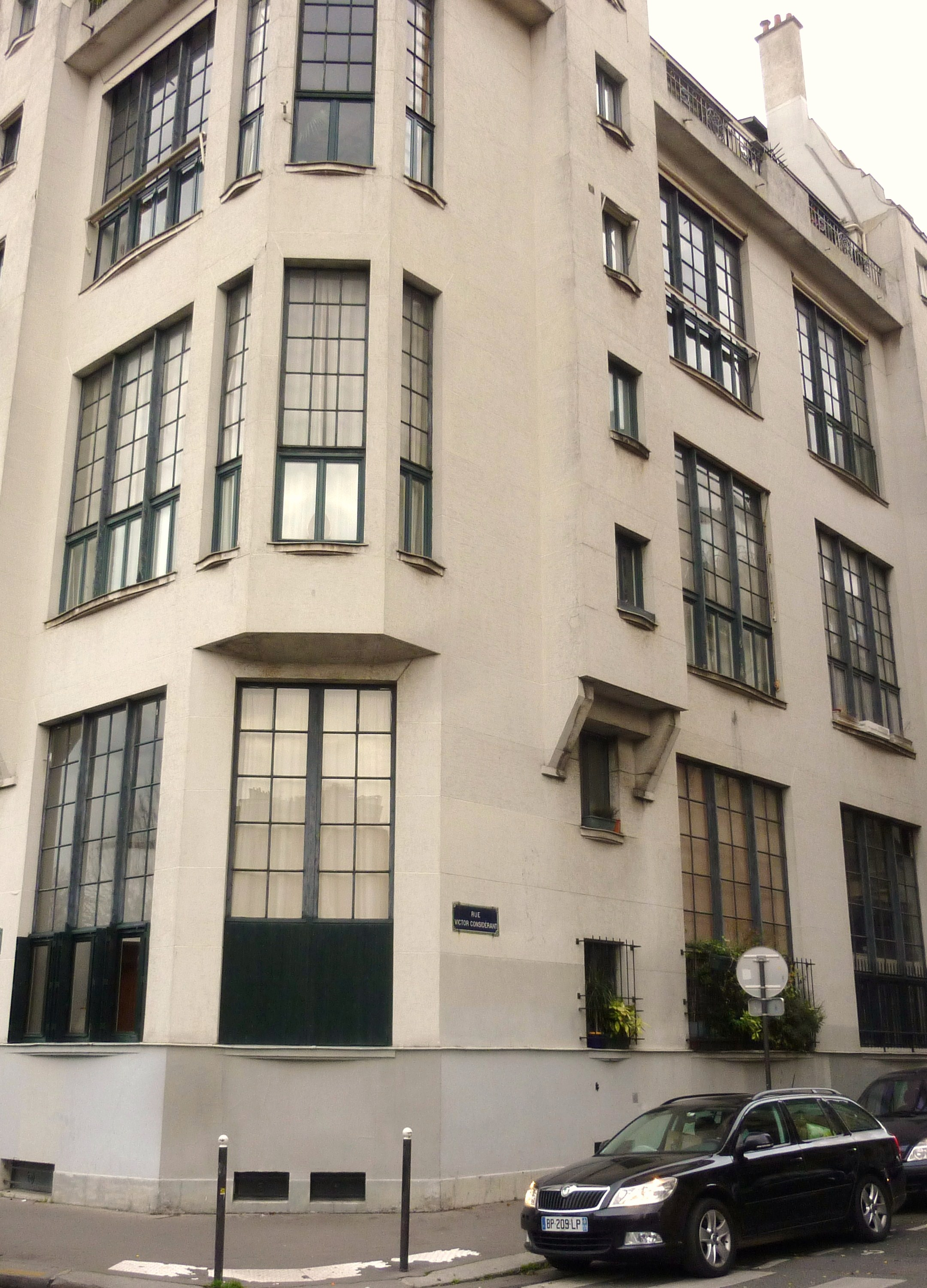
Tòa nhà nơi Simone de Beauvoir sống từ năm 1955 đến năm 1986, đườnng Victor-Schœlcher.

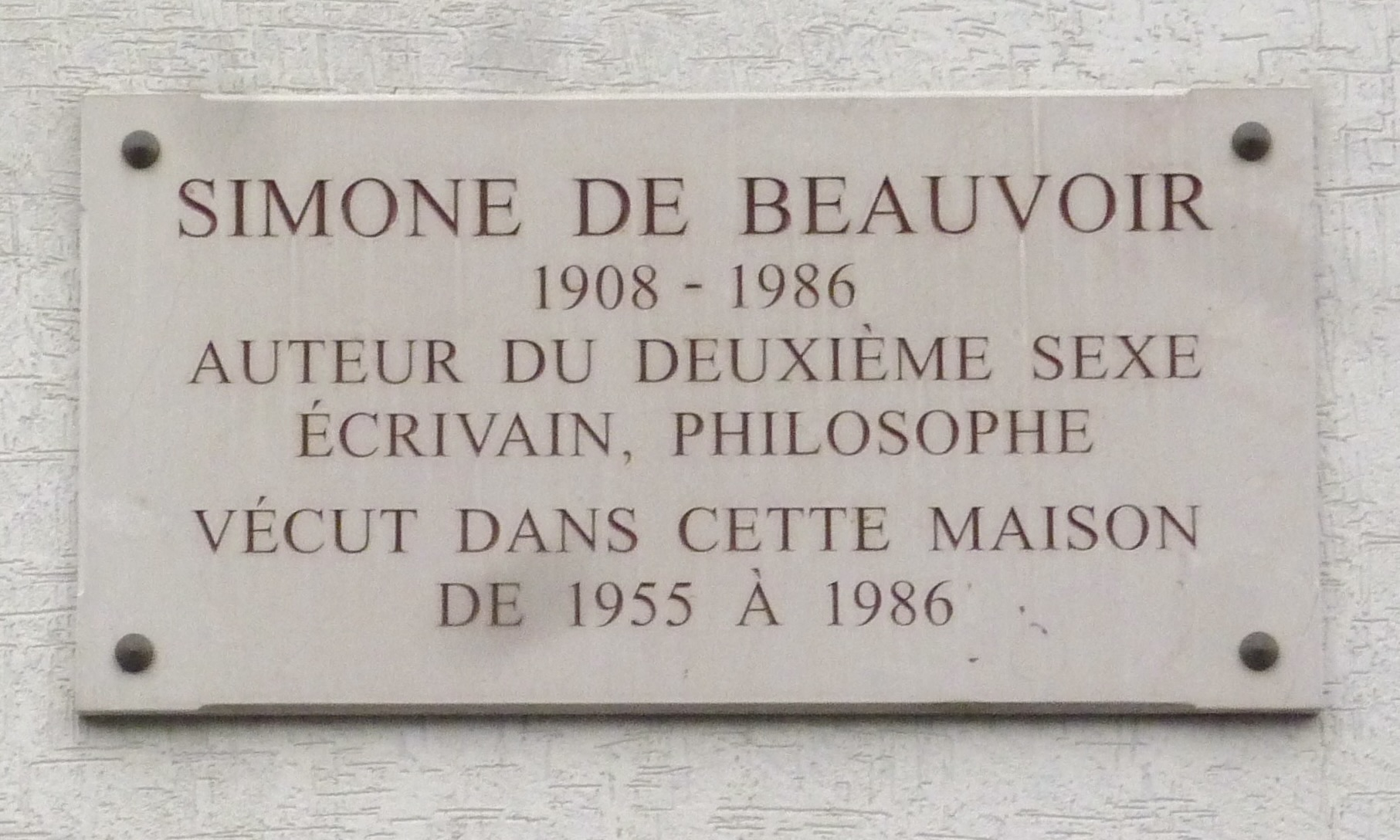
Tấm bảng trên tòa nhà nơi Simone de Beauvoir sống từ năm 1955 đến năm 1986, đường Victor-Schœlcher.

Năm 1954, bà đoạt giải Goncourt cho cuốn Les Mandarins và trở thành một trong những tác giả được đọc nhiều nhất trên thế giới. Vẫn thông qua các nhân vật tưởng tượng, cuốn tiểu thuyết về thời hậu chiến này (chiến tranh thế giới II .ND) đưa ra ánh sáng mối quan hệ của bà với Nelson Algren. Algren không thể chịu đựng được liên kết giữa Beauvoir và Sartre. Không đưa ra được thỏa thuận về nó, họ quyết định chia tay. Từ tháng bảy năm 1952 đến năm 1958, bà sống với Claude Lanzmann.
Từ 1958, bà bắt đầu viết tự truyện. Trong đó, bà mô tả môi trường tư sản đầy định kiến và truyền thống suy đồi mà bà ở trong cũng như những nỗ lực thoát khỏi nó bất chấp thân phận phụ nữ của bà. Bà cũng mô tả quan hệ của mình với Sartre, gọi đó là một thành công mĩ mãn. Tuy nhiên, dù mối quan hệ giữa họ vẫn nồng nàn như ngày nào, họ không còn là một cặp đôi theo nghĩa tình dục nữa. Và điều này đã diễn ra từ lâu, ngay cả khi Beauvoir gợi ý điều ngược lại với độc giả của mình.
Năm 1960, bà ký Tuyên ngôn 121 (Manifeste des 121) một tuyên bố về “quyền không phục tùng" (droit à l'insoumission) trong chiến tranh Algeria.
Năm 1964, bà xuất bản Cái chết rất ngọt ngào, viết về cái chết của mẹ bà. Theo Sartre, đây là tác phẩm hay nhất của bà. Cuốn sách đã thảo luận về chủ đề về sự không ngừng nghỉ trong trị liệu (acharnement thérapeutique) và an tử. Trong thời gian để tang, bà được một cô gái trẻ hỗ trợ, người mà bà quen cũng trong thời gian này: Sylvie Le Bon, một sinh viên triết học trẻ. Mối quan hệ giữa hai người phụ nữ là không rõ ràng: quan hệ "mẹ con","bè bạn", hoặc "yêu đương". Simone de Beauvoir tuyên bố trong Tout Compte fait, tập tự truyện thứ tư của bà, rằng mối quan hệ này giống với mối quan hệ đã gắn kết bà với Zaza năm mươi năm về trước. Sylvie Le Bon trở thành con gái nuôi của bà và là người thừa kế các tác phẩm văn chương cũng như toàn bộ tài sản.
Ảnh hưởng của Beauvoir, cùng với Gisèle Halimi, có ý nghĩa quyết định trong việc giành được sự thừa nhận về tệ tra tấn phụ nữ trong Chiến tranh Algeria và quyền phá thai. Bà viết Tuyên ngôn 343 (Manifeste des 343), do Le Nouvel Observateur xuất bản vào tháng tư 1971. Cùng với Gisèle Halimi, bà đồng sáng lập phong trào Choisir, phong trào có vai trò quyết định trong việc hợp pháp hóa việc chấm dứt thai kỳ tự nguyện [của Pháp .ND]. Trong suốt cuộc đời mình, bà nghiên cứu thế giới nơi bà đã sống trong, đến thăm các nhà máy và tổ chức, gặp gỡ công nhân và các nhà lãnh đạo chính trị cấp cao.

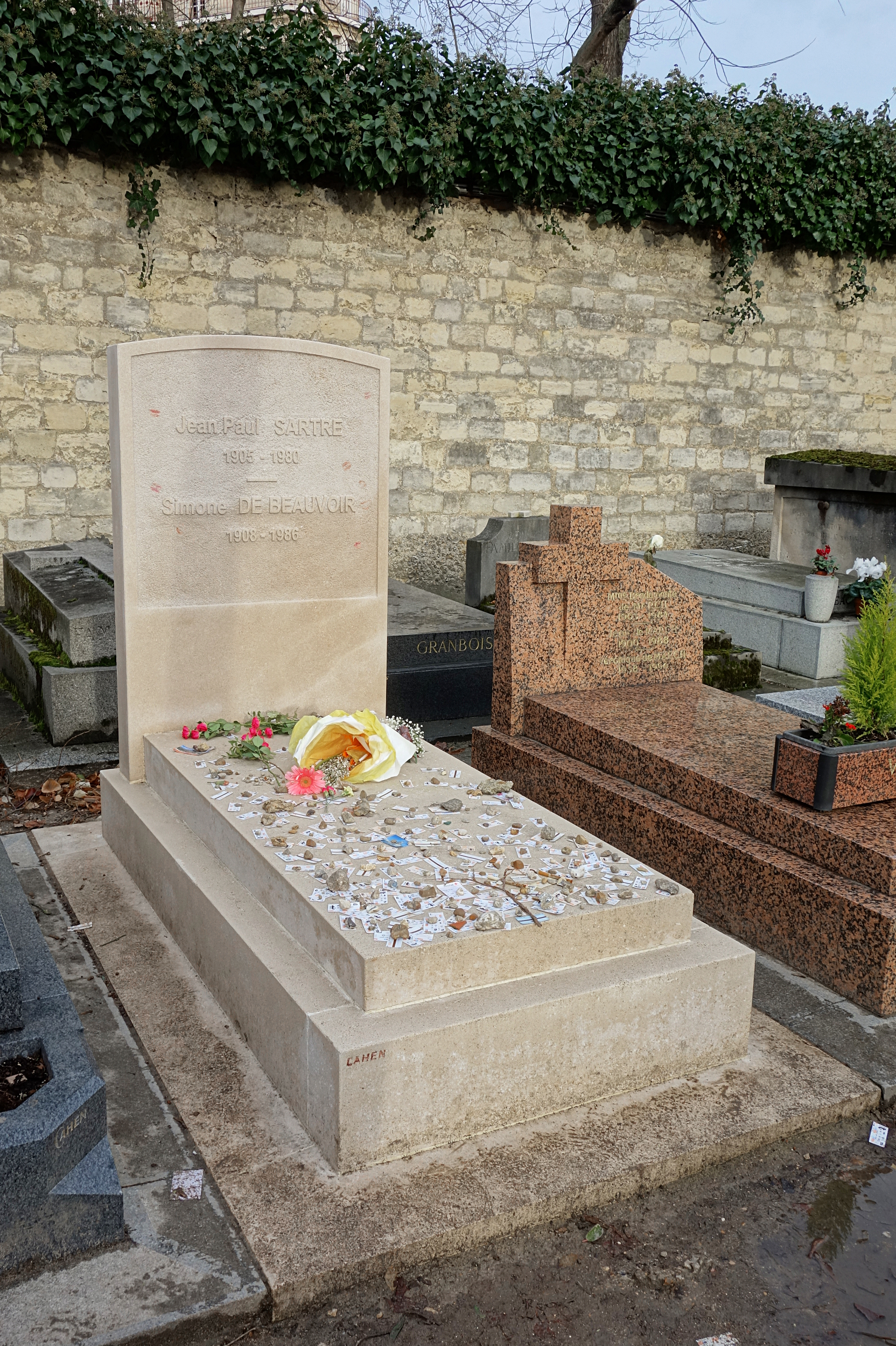
Mộ của Jean-Paul Sartre và Simone de Beauvoir năm 2013 tại nghĩa trang Montparnasse.

Là một nhà nữ quyền cấp tiến, năm 1977, bà tham gia làm tổng biên tập khi thành lập tạp chí Những câu hỏi về nữ quyền (Questions féministes), cơ quan xuất bản chính của phong trào nữ quyền duy vật. Sau này, sau khi ban biên tập của tạp chí giải thể, bà lại đảm nhận vị trí tổng biên tập của tạp chí Những câu hỏi về nữ quyền mới (Nouvelles Questions féministes), thành lập năm 1981. Bà giữ chức vụ này cho đến khi qua đời.

Sau cái chết của Jean-Paul Sartre năm 1980, bà xuất bản La Cérémonie des adieux. Trong đó, bà mô tả mười năm cuối đời người bạn đồng hành của mình với những chi tiết về y tế và cả sự thân mật thô thiển đển mức khiến nhiều môn đệ của triết gia này bị sốc. Tiếp tục trong đó [cuốn sách .ND] là Cuộc phỏng vấn với Jean-Paul Sartre mà bà đã ghi lại ở Rome vào tháng 8 và tháng 9 năm 1974. Ở đó, Sartre nhìn lại cuộc đời mình và làm rõ một số điểm nhất định trong các tác phẩm của ông. Trên hết, bà muốn cho thấy Benny Lévy đã thao túng như thế nào để khiến ông nhận ra một điều gì như là “khuynh hướng tôn giáo" trong chủ nghĩa hiện sinh, trong khi, chủ nghĩa vô thần là một trong những trụ cột của nó. Với Beauvoir, Sartre không còn có thể sử dụng năng lực trí tuệ của mình một cách đầy đủ và không còn khả năng đấu tranh về mặt triết học nữa. Bà cũng nói một cách nửa vời về thái độ đáng ghét của con nuôi của Sartre, Arlette Elkaïm-Sartre. Bà kết luận với câu:
Cái chết của anh chia lìa chúng tôi. Cái chết của tôi sẽ không giúp chúng tôi đoàn tụ. Cũng vậy thôi; đã rất đẹp đẽ khi mà cuộc đời chúng tôi đã có thể đồng ý với nhau được chừng ấy thời gian. (Sa mort nous sépare. La mienne ne nous réunira pas. C'est ainsi ; il est beau déjà que nos vies aient pu si longtemps s'accorder.)

Từ 1955 đến 1986, bà sống ở số 11 đường Victor-Schœlcher ở Paris, nơi bà qua đời vào 14 tháng 4 năm 1986, quây quần xung quanh bởi con gái nuôi Sylvie Le Bon de Beauvoir và Claude Lanzmann.
Bà được chôn cất tại nghĩa trang Montparnasse ở Paris, phân khu thứ 20 - ngay bên phải lối vào chính của đại lộ Edgar-Quinet - bên cạnh Jean-Paul Sartre. Bà được chôn khi ngón tay vẫn đeo chiếc nhẫn bạc có họa tiết Inca do người tình của bà là Nelson Algren tặng vào buổi sáng sau đêm đầu tiên yêu nhau của họ.

## Tư duy và triết lý

### Lý thuyết
Là một người ủng hộ nhiệt thành chủ nghĩa hiện sinh, bà đặt ra những câu hỏi nhằm tìm kiếm ý nghĩa cuộc sống trong sự phi lý của một thế giới mà chúng ta đã không tự lựa chọn được sinh ra ở trong. Cùng với các tác phẩm của Sartres, tác phẩm của bà đề cập đến đặc tính cụ thể của các vấn đề này, ưu tiên một sự phản tư trực tiếp và không gián đoạn về trải nghiệm sống (une réflexion directe et ininterrompue sur le vecu).
Trong Sức mạnh của tuổi tác bà kể lại cách thức mà chiến tranh đã tước bỏ "chủ quyền ảo ảnh (l'illusoire souveraineté) của tuổi hai mươi" của mình. Tháng 9 năm 1939, bà viết trong nhật kí: "Với tôi, hạnh phúc trên hết là một cách thức đặc quyền (une manière privilégiée) để nắm bắt (saisir) về thế giới; khi thế giới thay đổi đến mức không thể nắm bắt được theo cách này nữa, hạnh phúc lúc đó chẳng còn giá trị gì". Triết lý của bà tiến triển và bà không còn quan niệm về cuộc đời mình như một cá nhân tự chủ và khép kín: "Giờ đây, tôi biết rằng, từ tận xương tủy, tôi đã được liên kết với những người cùng thời với tôi (mes contemporains); tôi đã khám phá ra mặt trái của sự phụ thuộc này: trách nhiệm của tôi [...]; tùy thuộc vào việc một xã hội hướng tới sự tự do hay tự chấp nhận một sự nô lệ trơ ra (un inerte esclavage), cá nhân tự nhận thức mình như một con người ở giữa mọi người, hay như một con kiến trong một tổ kiến: nhưng tất cả chúng ta đều có quyền đặt dấu hỏi về lựa chọn tập thể, để từ chối nó hay để phê chuẩn nó".
Trong Giới tính hạng hai, bà khẳng định: "Chúng ta không sinh ra là phụ nữ, mà trở thành phụ nữ": Đây là một kiến tạo xã hội (social construction), thứ áp đặt những vai trò khác nhau, mang tính giới cho người của cả hai giới. Câu trích dẫn này thường được coi là tiền đề cho các nghiên cứu về giới trong khoa học xã hội. Trong tác phẩm này, bà phân tích vị trí của phụ nữ trong xã hội, lưu ý rằng họ thường được xem là, được định nghĩa là "Kẻ Khác" (Others) từ góc nhìn của nam giới trong xã hội gia trưởng. Sylvie Chaperon, một chuyên gia về nữ quyền, cho biết ngoài cụm từ mang tính biểu tượng này, Simone de Beauvoir xem xét nhiều lĩnh vực trong đó hình thành sự khác biệt xã hội giữa nam giới và nữ giới, từ đó đưa ra các hướng nghiên cứu cho những thập kỷ tiếp theo, mà một số, theo bà, vẫn còn chưa được đào sâu.

### Tranh cãi, chủ nghĩa bài Do Thái và chiếm đoạt trẻ vị thành niên
Năm 1977, bà ủng hộ tên khủng bố Bruno Bréguet và vận động để hắn được thả.
Cùng với 68 trí thức Pháp khác, bà đã ký tên lên một bài viết của Gabriel Matzneff đăng ngày 26 tháng 1 năm 1977 trên tờ báo Le Monde, yêu cầu trả tự do cho ba người đàn ông bị buộc tội "thực hiện hành vi không đứng đắn mà không bạo lực với trẻ vị thành niên mười lăm tuổi" trong phiên tòa xét xử vụ Versailles (affaire de Versailles). Sau phiên tòa này, bà đã đồng ký một bức thư ngỏ gửi ủy ban sửa đổi Bộ luật Hình sự [của Pháp .ND] yêu cầu “bãi bỏ hoặc sửa đổi sâu sắc" các điều luật liên quan đến "sự chiếm đoạt trẻ vị thành niên" (détournement de mineur), theo nghĩa "công nhận quyền của trẻ em và thanh thiếu niên được duy trì mối quan hệ với những người mà chúng lựa chọn". "Ba năm tù vì vuốt ve và hôn, thế là đủ", người ký tên viết. Phong trào ủng hộ ấu dâm (pro pédophile) này sau đó được nhiều trí thức, như Jean-Paul Sartre, Michel Foucault, Roland Barthes, Alain Robbe-Grillet, Jacques Derrida, Philippe Sollers và thậm chí cả Françoise Dolto, ủng hộ.
Năm 2008, Carole Seymour-Jones, người Anh, tác giả cuốn sách Một mối liên hệ nguy hiểm (A Dangerous Liaison), mô tả hành vi của Beauvoir là "lạm dụng trẻ em", tiệm cận đến "ấu dâm". Năm 2015, trong Simone de Beauvoir và phụ nữ (Simone de Beauvoir et les femmes) Marie-Jo Bonnet đánh giá phương thức hoạt động giữa Beauvoir và Sartre là 'hợp đồng đồi trụy", nó bao gồm việc người đầu tiên dụ dỗ những học sinh trẻ tuổi để sau đó đưa họ đến cho người kia. Blogger Normand Lester của Tạp chí Montréal cáo buộc Beauvoir là "kẻ săn tình dục".
Trong Hồi ức của một cô gái trẻ bị quấy rầy, Bianca Lamblin kể lại sự ngưỡng mộ của cô đối với Simone de Beauvoir, người thầy của cô khi cô mười sáu tuổi. Chính người thầy này sẽ đẩy cô về phía Sartre. Nhà văn nói rằng "Simone de Beauvoir đã rút ra từ những lớp học các cô gái trẻ của mình một miếng thịt tươi mà bà nếm thử trước khi đưa cho người khác, hay chúng ta nên nói một cách thô thiển hơn là, vứt xuống cho Sartre." Khi những bức thư [của Beauvoir .ND] được xuất bản, Bianca Lamblin phát hiện ra rằng Beauvoir đã sử dụng những lời sáo rỗng bài Do Thái để nói về mình. Chẳng hạn, Simone de Beauvoir viết về nạn nhân trẻ tuổi rằng cô ấy "do dự giữa trại tập trung và tự sát. […] Tôi đã hạnh phúc với sự đoạn tuyệt của bạn".
Bà cũng gây tranh cãi sau khi đưa ra những lời bình luận thể hiện sự ngưỡng mộ và sự biện hộ cho các chính sách của Liên Xô: "Kẻ thù của Liên Xô sử dụng ngụy biện khi, nhấn mạnh vào đến phần bạo lực mang tính tội phạm cho chính sách của Stalin gây ra, họ phớt lờ việc đối diện với nó với những mục đích [mà nó .ND] theo đuổi. […] Chúng ta không thể đánh giá một phương tiện mà không gắn nó với mục đích mang lại ý nghĩa cho nó. Hành quyết là một tội ác tuyệt đối, nó đại diện cho tàn dư của một nền văn minh lỗi thời. Nó là một sự sai trái không thể biện minh, không thể bào chữa. Đàn áp một trăm người đối lập [về quan điểm chính trị .ND] chắc chắn là một vụ bê bối, nhưng nó có thể có ý nghĩa, lý do ... có lẽ nó chỉ thể hiện phần thất bại tất yếu mà bất kỳ công cuộc xây dựng tích cực nào cũng có"; hay là "Đó thực sự là những trung tâm cải tạo, công việc vừa phải, chế độ tự do, những nhà hát, thư viện, những buổi nói chuyện, những mối quan hệ gần gũi, gần như là bạn bè, giữa những người phụ trách và tù nhân" (về những trại cải tạo (goulag) mà bà đến thăm năm 1963).
Nhà xã hội học Sam Bourcier cáo buộc bà mắc chứng kỳ thị đồng tính nữ (lesbophobie) do chương sách của bà dành cho “người đồng tính nữ" trong Giới tính hạng hai, và cả do bà đã lựa chọn ủng hộ tạp chí Những câu hỏi về nữ quyền mới năm 1981, loại trừ những người đồng tính nữ cấp tiến chính trị như Monique Wittig, sau sự bất đồng về chủ đề dị tính trong ban biên tập tạp chí Những câu hỏi về nữ quyền.

### Trích dẫn
"Chúng ta không sinh ra là phụ nữ, mà trở thành phụ nữ."
"Ở trong cả hai giới diễn ra những vở kịch giống nhau về xác thịt và tinh thần, về sự hữu hạn và tính siêu việt, cả hai đều bị thời gian ăn mòn, bị cái chết dõi theo, và cùng có nhu cầu thiết yếu với người kia; họ có thể đạt được vinh quang như nhau từ sự tự do của họ; nếu họ biết cách nếm thử nó, họ sẽ không còn bị cám dỗ tranh cãi về những đặc ân giả tạo nữa; và tình bác ái sau đó có thể được sinh ra." (Dans les deux sexes se jouent les mêmes drames de la chair et de l’esprit, de la finitude et de la transcendance, les deux sont rongés par le temps, guettés par la mort, ils ont un même essentiel besoin de l’autre; ils peuvent tirer de leur liberté la même gloire; s’ils savaient la goûter, ils ne seraient plus tentés de se discuter de fallacieux privilèges; et la fraternité pourrait alors naître entre eux.)
"Người phụ nữ tự do chỉ đang được sinh ra." (La femme libre est seulement en train de naître)
"Muốn bản thân tự do, cũng chính là muốn những người khác tự do." (Se vouloir libre, c'est aussi vouloir les autres libres)
“Tôi là một trí thức. Tôi thấy khó chịu khi từ này được dùng như một sự xúc phạm: mọi người dường như tin rằng sự trống rỗng của não  mang đến cho họ tinh hoàn." (Je suis un intellectuel. Ça m'agace qu'on fasse de ce mot une insulte: les gens ont l'air de croire que le vide de leur cerveau leur meuble les couilles.)

## Tác phẩm
- L'Invitée (1943)
- Pyrrhus et Cinéas (1944)
- Le Sang des autres (1945)
- Les Bouches inutiles (1945, kịch)
- L'Existentialisme et la Sagesse des nations (1945)
- Tous les hommes sont mortels (1946)
- Pour une morale de l'ambiguïté (1947)
- L'Amérique au jour le jour (1948)
- Giới tính hạng hai (1949)
- Les Mandarins (1954, giải Goncourt)
- Faut-il brûler Sade? (1955)
- Privilèges (1955)
- La Longue Marche (1957)
- Mémoires d'une jeune fille rangée (1958)
- La Force de l'âge (1960)
- La Force des choses (1963)
- Une mort très douce (1964)
- Les Belles Images (1966)
- La Femme rompue (1967)
- La Vieillesse (1970)
- Tout compte fait (1972)
- Quand prime le spirituel  (1979)
- La Cérémonie des adieux (1981)
- Lettres à Sartre (1990, hai tập)
- Journal de guerre (1990)
- Lettres à Nelson Algreen (1998)
- Correspondance croisée. 1937-1940 (2004)
- Cahiers de jeunesse (2008)